# Éruption du Volcán de Fuego en juin 2018
L’éruption du Volcán de Fuego en 2018 est une éruption volcanique qui débute le 3 juin 2018 sur le Volcán de Fuego (Volcan de Feu en espagnol), un volcan du Guatemala, à la limite entre les départements de Chimaltenango, Escuintla et Sacatepéquez. Les villages et hameaux les plus touchés, qui ont été recouverts par la lave et l'écoulement pyroclastique, font partie des communes d'Escuintla, Alotenango et San Pedro Yepocapa.
Cette éruption a été cataloguée comme la plus grande du volcán de Fuego depuis celle qui s'est produite en 1974.

## Victimes
Au moins 114 personnes ont été tuées et 300 ont été blessées. En raison de la chaleur et des brûlures intenses, de nombreux corps devront être identifiés avec des méthodes anthropométriques et par analyse génétique.
De plus, des milliers de personnes ont été évacuées vers des hébergements temporaires.
En décembre 2022, le bilan avait été fixé à 215 morts confirmés et à nombre estimé similaire de disparus.